# 外国人生活サポート機構
外国人生活サポート機構（がいこくじんせいかつサポートきこう、略称：FOLIS）は、在日外国人を対象に家賃保証（賃貸住宅の契約時に必要な賃借人の連帯保証人を代行）などを行っている、一般社団法人。東京都豊島区に本拠を置く。代表理事はNPO法人在日外国人情報センター代表理事も兼ねる小池昌。2009年に設立された。